# 573
573 (DLXXIII) je bilo navadno leto, ki se je po julijanskem koledarju začelo na nedeljo.

## Dogodki
- 1. januar

## Rojstva
- Abu Bakr, arabski kalif (u. 634)